# Serieåret 1952

## Händelser

### Okänt datum
- I Sverige grundas serietidningarna Vilda Västern, Buffalo Bill och Hopalong Cassidy, alla med Vilda Västern-tema.[1]
- I Sverige grundas serietidningen Lasso.[1]
- I USA grundas satirtidningen MAD Magazine, som från början gör parodi på enbart serier.[2]
- Allers i Sverige lanserar serietidningen Stjärnbragder, med serier om Karl-Alfred.[1]

## Utgivning

### Album
- De svarta hattarna (Spirou)[3]
- Sous le ciel de l' Ouest (Lucky Luke)[4]

## Födda
- 16 januari - Ulf Lundkvist, svensk konstnär och serietecknare.
- 16 maj - Chris Browne (död 2023), amerikansk serietecknare.
- 7 september - Branislav "Bane" Kerac, serbisk serietecknare.

### Fotnoter
1. 1 2 3  Swecomics
2. ↑  Swecomics
3. ↑  ”Spirou enligt Franquin”. Arkiverad från originalet den 23 juli 2010. https://web.archive.org/web/20100723064409/http://www.mantagraphics.com/franquin/helaalbum.htm. Läst 12 mars 2011.
4. ↑  ”Lucky Luke på svenska”. Arkiverad från originalet den 11 november 2014. https://web.archive.org/web/20141111004811/http://www.visit.se/~dampgrodan/album_kronolog.html. Läst 12 mars 2011.